# Chí Lạc
Chí Lạc (chữ Hán: 志樂; 23 tháng 12 năm 1890 – 26 tháng 10 năm 1996), tên húy là Công tằng tôn nữ Thị Mừng hay Nguyễn Công Thị Mừng, là một thứ phi của vua Thành Thái nhà Nguyễn trong lịch sử Việt Nam.

## Thân thế
Thứ phi Chí Lạc là con gái của Nguyễn Phúc Hồng Xúy, một hoàng thân nhà Nguyễn, là quan phủ Bố Trạch, tỉnh Quảng Bình. Bà Chí Lạc còn một người chị ruột là Giai Triệu, húy là Nhàn, đều được tuyển vào hậu cung của vua Thành Thái. Cả hai cái tên Giai Triệu và Chí Lạc là do Thành Thái ban cho hai bà.
Xét theo vai vế, cả hai chị em bà Giai Triệu và Chí Lạc đều lớn hơn Thành Thái một vai, tức vua phải gọi cả hai bà bằng cô. Để giữ kín chuyện không hay này, Tôn nhân phủ đã đổi hai bà sang họ mẹ là họ Hồ, xem như là tước bỏ thân phận hoàng tộc, hợp thức hóa việc hai bà trở thành thiếp thất của Thành Thái trước khi nhập cung.
Sau này, Tôn nhân phủ đã một lần nữa cải họ của hai bà sang họ kép Nguyễn Công. Bia mộ của hai bà hiện nay ở An lăng đều khắc họ là Nguyễn Công.

## Nhập cung
Năm 1904, bà Giai Triệu được Tôn nhân phủ triệu vào nội cung hầu vua Thành Thái. Do ông Hồng Xúy có quan hệ mật thiết với Tôn nhân phủ và vua Thành Thái, nên bà Chí Lạc thường xuyên theo cha vào nội cung thăm chị mình vào những dịp lễ tết, cúng kỵ. Cũng từ đó, bà được Thành Thái để mắt tới, và lệnh tiến cung dành cho bà đã được ban hành dự kiến vào năm 1905.
Khi hay tin, bà Chí Lạc tỏ ra chống đối, với lý do là người chị đã nhập cung, chỉ còn một mình bà chăm sóc cha mẹ già. Vua Thành Thái biết tin đã đích thân đến phủ của ông Bố trạch Hồng Xúy để gặp bà Chí Lạc. Vì lòng yêu nước thương dân của Thành Thái đã khiến bà chấp nhận làm thứ phi cho nhà vua.
Năm 1906, bà Chí Lạc chính thức tiến cung, sơ phong làm Tài nhân. Trong thời gian ở nội cung, bà đã sinh hạ được 3 người con: 2 hoàng tử là Vĩnh Lưu, Vĩnh Quỳnh và hoàng nữ Lương Mỹ.

## Lưu đày đến Réunion
Ngày 11 tháng 3 năm 1916, vua Duy Tân bị ép thoái vị, cùng vua cha Thành Thái và cả gia quyến chịu cảnh lưu đày đến đảo Réunion. Hai chị em bà Giai Triệu và Chí Lạc cũng theo vua Thành Thái rời bỏ quê hương. Ngoài hai bà, một thứ phi khác của Thành Thái cũng theo cùng với ông, đó là Tài nhân Nguyễn Thị Định, là mẹ đẻ của vua Duy Tân. Nhưng vì không hợp khí hậu nơi xứ người, lại không muốn là gánh nặng cho vua nên bà Định đã cùng các con và con dâu là Diệu phi Mai Thị Vàng quay về nước không lâu sau đó. 
Trong quãng thời gian ở Réunion, bà Chí Lạc đã sanh hạ thêm cho vua 7 người con nữa. Theo hồi ức của hoàng tử Vĩnh Giu, bà Chí Lạc đã tự mình nấu những món Việt cho gia đình, vì Thành Thái không ưa những loại thức ăn của Pháp. Bà cũng tự tay làm nhiều loại bánh và trên 100 món ăn để dâng cúng cho các bậc tiên đế triều Nguyễn trong những ngày kỵ. Bà Chí Lạc còn dạy cả về tiếng Việt cho những người con của mình, cũng như cách chế tác ra những loại đàn dân tộc.

## Quay về cố hương
Năm 1947, cả gia quyến của vua Thành Thái được trở về Việt Nam, nhưng vẫn bị quản thúc tại Vũng Tàu. Sau khi vua Thành Thái qua đời, bà Chí Lạc vào sống hẳn trong Sài Gòn cùng người con gái út là hoàng nữ Lương Cầm cho đến khi qua đời.
Ngày 26 tháng 10 năm 1996, hoàng phi Chí Lạc qua đời, thọ đến 106 tuổi. Ban đầu, bà được an táng tại nghĩa trang Gò Dưa, Thủ Đức, sau này mới được cải táng tại An lăng cùng vua Thành Thái và bà Giai Triệu.

## Hậu duệ
Bà sinh được 9 người con cho Thành Thái, 5 trai và 4 gái. Theo Hoàng triều Thành Thái Ngọc phả, thứ tự của các người con:
1. Vĩnh Lưu (1907 – 1948), hoàng tử thứ 16. Khi Thành Thái bị đưa vào Vũng Tàu trước khi lên đường đến đảo Réunion, Vĩnh Lưu được ông bà ngoại đón về nuôi dưỡng đến khi trưởng thành[1].
2. Lương Mỹ, hoàng nữ thứ 12.
3. Vĩnh Quỳnh (1915 – ?), hoàng tử thứ 17.
4. Lương Hảo, hoàng nữ thứ 13.
5. Vĩnh Khôi (1919 – 1969), hoàng tử thứ 18.
6. Lương Thầm, hoàng nữ thứ 25. Lương Thầm làm việc tại nhà thương điên Biên Hòa. Sau khi Thành Thái qua đời, hoàng phi Chí Lạc đã sống cùng với bà tới năm 1958 thì về Cần Thơ sống với Vĩnh Giu[1].
7. Vĩnh Giu (3 tháng 2 năm 1922 –  18 tháng 3 năm 2007), hoàng tử thứ 20. Bà Chí Lạc sống với ông được một năm thì chuyển lên Sài Gòn sống với hoàng nữ Lương Cầm.
8. Vĩnh Cầu (1924 – ?), hoàng tử thứ 21.
9. Lương Cầm, hoàng nữ thứ 20. Bà Chí Lạc sống với bà cho đến khi qua đời vào năm 1996.